# Championnat de Belgique de football 1923-1924
Navigation
Saison précédente Saison suivante
Le championnat de Belgique de football 1923-1924 est la 24e saison du championnat de première division belge. Son nom officiel est « Division d'Honneur ».
À la suite de la création d'une seconde série de Promotion à partir de cette saison, ce sont désormais trois clubs qui sont relégués de Division d'Honneur. Le R. FC Liégeois et le CS Verviétois lâchent prise durant le second tour et terminent aux deux dernières places. L'autre place de descendant est l'objet d'une lutte entre La Gantoise et le Racing de Malines, qui trouve son épilogue lors d'un test-match largement dominé par les gantois.
La bataille pour le titre de champion est l'objet d'un nouveau duel entre le Beerschot et l'Union Saint-Gilloise, les deux derniers champions en date. Le suspense dure jusqu'à la dernière journée et voit les anversois remporter le deuxième titre de leur Histoire avec un point d'avance sur leurs adversaires bruxellois.

## Clubs participants
Quatorze clubs prennent part à la compétition, autant que lors de l'édition précédente. Ceux dont le matricule est mis en gras existent toujours aujourd'hui.
| #  | Nom                                       | Mat. | Ville      | Terrain                    | En D1 depuis (série) | Total en D1 | Saison précédente |
| -- | ----------------------------------------- | ---- | ---------- | -------------------------- | -------------------- | ----------- | ----------------- |
| 1  | Royal Antwerp Football Club               | 1    | Anvers     | Bosuilstadion              | 1901-1902 (18e)      | 23e         | 5e                |
| 2  | Beerschot Athletic Club                   | 13   | Anvers     | Kiel                       | 1907-1908 (12e)      | 18e         | 2e                |
| 3  | Berchem Sport                             | 28   | Berchem    | Grote Steenweg             | 1922-1923 (2e)       | 2e          | 10e               |
| 4  | Cercle Sportif Brugeois                   | 12   | Bruges     | Stade du CS Brugeois       | 1899-1900 (20e)      | 20e         | 3e                |
| 5  | Royal Football Club Brugeois              | 3    | Bruges     | De Klokke                  | 1898-1899 (21e)      | 22e         | 8e                |
| 6  | Daring Club de Bruxelles Société Royale   | 2    | Molenbeek  | Stade du Daring            | 1903-1904 (16e)      | 16e         | 4e                |
| 7  | Royal Racing Club de Bruxelles            | 6    | Uccle      | Vivier d'Oie               | 1895-1896 (24e)      | 24e         | 6e                |
| 8  | Association Royale Athlétique La Gantoise | 7    | Gentbrugge | Stade Jules Otten          | 1913-1914 (6e)       | 6e          | 9e                |
| 9  | Racing Club de Gand                       | 11   | Gand       | Emmanuel Hielstadion       | 1923-1924 (1re)      | 10e         | Promotion : 2e    |
| 10 | Royal Football Club Liégeois              | 4    | Rocourt    | Stade Vélodrome de Rocourt | 1923-1924 (1re)      | 17e         | Promotion : 1er   |
| 11 | Royal Standard Club Liège                 | 16   | Sclessin   | Stade de Sclessin          | 1921-1922 (3e)       | 8e          | 7e                |
| 12 | Racing Club de Malines                    | 24   | Malines    | Antwerpsesteenweg          | 1919-1920 (5e)       | 7e          | 11e               |
| 13 | Union Saint-Gilloise Société Royale       | 10   | Forest     | Stade du Parc Duden        | 1901-1902 (18e)      | 18e         | 1er               |
| 14 | Club Sportif Verviétois                   | 8    | Verviers   | ?                          | 1912-1913 (7e)       | 14e         | 12e               |

### Localisations
| Anvers La Gantoise RC Gand RC Malines Bruxelles FC Brugeois CS Brugeois Standard FC Liégeois CS Verviétois |

#### Localisation des clubs bruxellois
les 3 cercles bruxellois sont :
(5) Daring CB SR
(7) Union SG SR
(10) R. Racing CB

#### Localisation des clubs anversois
les 3 cercles anversois sont :
(1) Royal Antwerp Football Club
(2) Beerschot AC
(3) Berchem Sport

## Déroulement de la saison

### Beerschot et Union toujours en tête
Dès la première partie de la saison, le Beerschot et l'Union Saint-Gilloise s'isolent aux commandes. Les bruxellois s'inclinent dès la troisième journée lors d'un derby au Racing CB (2-1). Les « Beerschotmen », qui avaient débuté par deux partages, rétablissent une égalité qui persiste jusqu'au soir de la septième journée. À ce moment, ils sont battus au Club Brugeois (2-1). Mais les Saint-Gillois n'en profitent qu'à moitié à la suite du partage réalisé au RC de Gand (1-1). Les deux formations ne perdent plus, mais l'Union concède trois partages pour deux aux anversois. Les deux formations allaient boucler le premier tour à égalité quand les « Unionistes » se font battre au Standard (2-1). Le Beerschot vire en tête avec 20 points, deux de mieux que l'Union.
L'écart de deux points ne bouge plus pendant six journées, puis les joueurs de l'Union sont sévèrement battus au Racing de Gand (4-0). Le 9 mars 1924, le Beerschot et l'Union se rencontrent. Le sommet se solde par un 0-0 et l'écart reste à trois points. Le 30 mars 1924, le championnat rebondit avec la défaite du Beerschot au Cercle Brugeois (2-1). Mais cette saison-là, la bête noire de l'Union s'appelle Standard. Jouant sa première saison en tant que « Royal Standard Club Liège », le club de Sclessin vient au pied de « La Butte » accrocher une nouvelle fois les Bruxellois (1-1). L'Union ne reprend donc qu'un point au Beerschot et se trouve toujours à deux points des anversois.
Les deux équipes restent sur leur position lors de l'avant-dernière journée en s'imposant de concert. Le grand final a lieu le 13 avril 1924. Le Racing CB pense donner un coup de main à sa rivale bruxelloise en battant le Beerschot (2-1). À une époque où la radio est encore discrète et le téléphone épars, les « Beerschotmen » doivent attendre le résultat de l'Union. Ils pensent qu'un test-match va devoir être joué, la victoire des bruxellois sur Berchem Sport, dixième au classement, ne faisant aucun doute dans leurs esprits. Mais le petit club anversois crée la surprise et arrache un nul un but partout, permettant à son « grand frère » de célébrer son deuxième titre de champion de Belgique.

### Lutte acharnée pour éviter les trois places descendantes
Le montée désormais programmée de trois clubs depuis l'échelon inférieur condamne trois équipes de l'élite. Au fil des semaines, cinq formations sont impliquées : Berchem, La Gantoise, le Racing de Malines, le CS Verviétois et le promu du R. FC Liégeois.
Le Racing de Malines et le CS Verviétois connaissent un début de parcours pitoyable. Ils ne remportent leur premier succès que lors de la dixième journée. Les « Racingmen » battent le R. FC Liégeois (2-1) tandis que les « Lainiers » s'imposent contre le RC de Gand (3-1). À la fin du premier tour, Verviers occupe la dernière position avec sept points. Il est devancé dans l'ordre par le Racing de Malines, La Gantoise, le FC Liégeois et Berchem Sport, chacun comptant un point de plus que le précédent.
Lors du second tour, le R. FC Liégeois s'écroule. Il ne récolte que trois points, fruits d'autant de matches nuls, dont un face au Beerschot (1-1), le futur champion. Il glisse lentement mais sûrement vers la dernière place du classement. Verviers gagne ses deux premières rencontres puis collectionne les défaites. Un sursaut, avec deux victoires lors des 24e et 25e journées, arrive trop tard. Avec 15 unités, le CS Verviétois est à trois longueurs du premier non-relégué à un match de la fin et dès lors condamné à la relégation.
Berchem Sport ne réalise pas un grand second tour mais engrange tout de même onze points, soit autant que lors du premier tour. Le club assure son maintien lors de la 25e journée grâce à une victoire sur le RC de Malines, un concurrent direct. Ce dernier est à la lutte avec La Gantoise pour éviter le troisième siège basculant. Au 16 mars 1924, les malinois comptent quatre points d'avance sur les gantois, à qui il reste toutefois trois matches remis à disputer. Après en avoir joué deux, l'écart s'est réduit à un point à la suite d'un partage avec Berchem Sport (2-2) et une victoire sur l'Antwerp (2-3). Le jeudi 15 mai 1924, jour de l'Ascension, La Gantoise dispute son dernier match en retard face au CS Brugeois. La rencontre se termine sur un match nul un but partout, mettant les gantois à égalité avec le Racing de Malines.
Un test-match est organisé trois jours plus tard sur terrain neutre pour désigner le troisième relégué. La Gantoise inflige un très sec 5-0 au Racing et le renvoie en Promotion. C'est la deuxième fois que les gantois remportent un match de barrage pour le maintien en Division d'Honneur.

## Résultats

### Résultats des rencontres
Avec quatorze clubs engagés, 182 matches sont au programme de la saison.
| Résultats (▼dom., ►ext.)                                   | ANT | BEE | BER | CSB | FCB | DAR | RAC | LAG | RCG | FCL | RCM | STA | USG | VER |
| R. Antwerp FC                                              |     | 1-1 | 5-1 | 1-2 | 1-1 | 0-4 | 0-1 | 2-3 | 1-1 | 3-0 | 5-0 | 0-0 | 0-0 | 5-0 |
| Beerschot AC                                               | 3-0 |     | 3-3 | 3-1 | 3-1 | 4-0 | 1-0 | 1-0 | 6-0 | 1-1 | 2-1 | 2-1 | 1-1 | 5-0 |
| Berchem Sport                                              | 1-1 | 0-2 |     | 2-0 | 2-1 | 0-0 | 1-3 | 2-2 | 2-2 | 0-0 | 1-0 | 1-3 | 0-2 | 1-1 |
| CS Brugeois                                                | 1-1 | 3-2 | 2-0 |     | 2-1 | 1-1 | 3-1 | 1-1 | 3-0 | 2-2 | 8-0 | 1-0 | 0-1 | 3-0 |
| R. FC Brugeois                                             | 1-4 | 2-1 | 1-1 | 2-0 |     | 0-0 | 1-1 | 1-2 | 1-2 | 0-1 | 5-0 | 0-1 | 0-1 | 1-0 |
| Daring CB SR                                               | 0-0 | 0-0 | 1-2 | 1-0 | 1-2 |     | 1-4 | 2-2 | 2-2 | 2-0 | 3-1 | 1-1 | 0-0 | 3-0 |
| R. Racing CB                                               | 2-0 | 2-1 | 4-2 | 1-1 | 0-0 | 1-0 |     | 1-0 | 1-2 | 1-0 | 7-1 | 2-3 | 2-1 | 2-0 |
| ARA La Gantoise                                            | 0-3 | 0-0 | 1-3 | 1-1 | 1-1 | 1-2 | 2-1 |     | 1-3 | 4-0 | 1-0 | 1-1 | 0-1 | 1-0 |
| RC de Gand                                                 | 1-0 | 0-1 | 1-0 | 1-2 | 0-2 | 4-2 | 1-2 | 2-1 |     | 1-0 | 3-2 | 5-1 | 4-0 | 4-0 |
| R. FC Liégeois                                             | 1-3 | 0-2 | 3-1 | 0-3 | 1-1 | 0-2 | 1-2 | 1-0 | 1-2 |     | 0-0 | 0-0 | 0-1 | 0-1 |
| RC de Malines                                              | 2-1 | 2-2 | 0-0 | 3-4 | 4-4 | 3-2 | 2-2 | 3-2 | 1-0 | 2-1 |     | 0-0 | 0-3 | 1-0 |
| R. Standard CL                                             | 2-2 | 1-3 | 4-2 | 0-0 | 2-4 | 0-0 | 2-1 | 4-2 | 5-0 | 1-0 | 3-1 |     | 2-1 | 3-2 |
| Union St-Gilloise SR                                       | 2-1 | 0-0 | 1-1 | 1-0 | 2-1 | 2-0 | 1-1 | 3-0 | 1-1 | 6-2 | 5-0 | 1-1 |     | 2-2 |
| CS Verviétois                                              | 2-3 | 1-2 | 0-2 | 0-3 | 4-4 | 2-1 | 3-2 | 3-1 | 3-1 | 2-2 | 1-1 | 0-2 | 1-4 |     |
| - Victoire à domicile - Match nul - Victoire à l'extérieur |     |     |     |     |     |     |     |     |     |     |     |     |     |     |

### Classement final
| Rang | Équipe                     | Pts | J  | G  | N  | P  | Bp | Bc | Diff |
| ---- | -------------------------- | --- | -- | -- | -- | -- | -- | -- | ---- |
| 1    | BEERSCHOT AC               | 38  | 26 | 15 | 8  | 3  | 52 | 21 | +31  |
| 2    | Union Royale St-Gilloise T | 37  | 26 | 14 | 9  | 3  | 43 | 20 | +23  |
| 3    | CS Brugeois                | 33  | 26 | 13 | 7  | 6  | 47 | 26 | +21  |
| 4    | R. Racing CB               | 33  | 26 | 14 | 5  | 7  | 47 | 30 | +17  |
| 5    | R. Standard CL             | 33  | 26 | 12 | 9  | 5  | 43 | 32 | +11  |
| 6    | RC de Gand                 | 30  | 26 | 13 | 4  | 9  | 43 | 41 | +2   |
| 7    | R. Antwerp FC              | 25  | 26 | 8  | 9  | 9  | 43 | 32 | +11  |
| 8    | Daring CB SR               | 24  | 26 | 7  | 10 | 9  | 31 | 32 | -1   |
| 9    | R. FC Brugeois             | 23  | 26 | 7  | 9  | 10 | 38 | 37 | +1   |
| 10   | Berchem Sport              | 22  | 26 | 6  | 10 | 10 | 31 | 43 | -12  |
| 11   | ARA La Gantoise            | 19  | 26 | 6  | 7  | 13 | 30 | 42 | -12  |
| 11   | RC de Malines              | 19  | 26 | 6  | 7  | 13 | 30 | 65 | -35  |
| 13   | CS Verviétois              | 15  | 26 | 5  | 5  | 16 | 28 | 59 | -31  |
| 14   | R. FC Liégeois             | 13  | 26 | 3  | 7  | 16 | 17 | 43 | -26  |

Légende
- Champion de Belgique 1924
- Club devant disputer un test-match pour le maintien
- Club relégué pour la saison suivante

Abréviations
T : Tenant du titre 1923

 : nouveau venu depuis la saison précédente

### Test-match pour désigner le troisième descendant
| Date                  | Match                           | Résultat |
| --------------------- | ------------------------------- | -------- |
| 18 mai 1924           | ARA La Gantoise - RC de Malines | 5-0      |
| RC de Malines relégué |                                 |          |

### Meilleur buteur
Charles Jooris (R. Racing CB) avec 18 buts. Il est le dixième joueur belge différent à être sacré meilleur buteur de la plus haute division belge.

#### Classement des buteurs
Le tableau ci-dessous reprend les treize meilleurs buteurs du championnat, soit les joueurs ayant inscrit dix buts ou plus durant la saison.
| #   | Pays | Joueur                | Club                    | Buts | Matches joués |
| --- | ---- | --------------------- | ----------------------- | ---- | ------------- |
| 1.  |      | Charles Jooris        | R. Racing CB            | 18   | 27            |
| 2.  |      | Michel Vanderbauwhede | CS Brugeois             | 16   | 25            |
| 3.  |      | Ivan Thys             | Beerschot AC            | 15   | 25            |
| =.  |      | Jean Dupont           | R. Standard CL          | 15   | 25            |
| 5.  |      | Georges De Spae       | ARA La Gantoise         | 14   | 25            |
| =.  |      | Laurent Grimmonprez   | RC de Gand              | 14   | 26            |
| 7.  |      | Fernand Wertz         | R. Antwerp FC           | 13   | 25            |
| 8.  |      | Maurice Gillis        | Standard CL             | 12   | 24            |
| 9.  |      | Marcel De Bakker      | Beerschot AC            | 11   | 13            |
| =.  |      | Robert Coppée         | Union Saint-Gilloise SR | 11   | 19            |
| 11. |      | Joseph Taeymans       | Berchem Sport           | 10   | 19            |
| =.  |      | Achille Meyskens      | Union Saint-Gilloise SR | 10   | 21            |
| =.  |      | Honoré Vlamynck       | Daring CB SR            | 10   | 23            |

## Récapitulatif de la saison
- Champion : Beerschot AC (2e titre)
- Cinquième équipe à remporter deux titres
- Deuxième titre pour la province d'Anvers

| Région flamande (8)             | Région flamande (8) | Province de Brabant (3)      | Province de Brabant (3) | Région wallonne (3)    | Région wallonne (3) |
| ------------------------------- | ------------------- | ---------------------------- | ----------------------- | ---------------------- | ------------------- |
| Province d'Anvers               | 4                   | Région de Bruxelles-Capitale | 3                       | Province de Hainaut    | 0                   |
| Province de Flandre-Occidentale | 2                   | Province du Brabant flamand  | 0                       | Province de Liège      | 3                   |
| Province de Flandre-Orientale   | 2                   | Province du Brabant wallon   | 0                       | Province de Luxembourg | 0                   |
| Province de Limbourg            | 0                   |                              |                         | Province de Namur      | 0                   |

1. ↑  Au niveau footballistique, la province de Brabant est toujours unitaire malgré sa partition territoriale en 1995.

### Admission et relégation
Le RC de Malines, le CS Verviétois et le R. FC Liégeois sont relégués après respectivement cinq, sept et une saison parmi l'élite. Le club liégeois entame une longue traversée du désert et ne retrouvera le plus haut niveau qu'en 1945.
Les trois clubs promus de Promotion sont le FC Malinois, le SC Anderlechtois et les nouveaux venus du White Star Woluwe AC.

### Changement de nom
Reconnu « Société Royale », le CS Brugeois adapte son appellation et devient le Royal Cercle Sportif Brugeois en vue de la saison suivante.

### Bilan de la saison
| Championnat de Belgique de football 1923-1924 |                         |
| Champion                                      | Beerschot AC (2e titre) |
| Dauphin                                       | Union Saint-Gilloise    |
| Promotions et relégations                     |                         |
| Promus en Division d'Honneur                  | SC Anderlechtois        |
| Promus en Division d'Honneur                  | White Star AC           |
| Promus en Division d'Honneur                  | FC Malinois             |
| Relégués en Promotion                         | R. FC Liégeois          |
| Relégués en Promotion                         | CS Verviétois           |
| Relégués en Promotion                         | RC de Malines           |